# The Freddie Mercury Album
The Freddie Mercury Album är ett postumt utgivet musikalbum av Freddie Mercury. Det utgavs den 16 november 1992. Albumet innehåller bland annat duetten "Barcelona" med Montserrat Caballé.

## Låtförteckning
1. "The Great Pretender"
2. "Foolin' Around (Steve Brown Mix)"
3. "Time (Nile Rodgers Mix)"
4. "Your Kind of Lover (Steve Brown Mix)"
5. "Exercises in Free Love"
6. "In My Defence (Ron Nevison Mix)"
7. "Mr. Bad Guy (Brian Malouf Mix)"
8. "Let's Turn It On (Jeff Lord-Alge Mix)"
9. "Living on My Own (Julian Raymond Mix)"
10. "Love Kills"
11. "Barcelona"